# Carl Ciarfalio
Carl Nick Ciarfalio (* 12. November 1953 in Alhambra, Kalifornien) ist ein US-amerikanischer Schauspieler und Stuntman.

## Leben
Ciarfalio wurde am 12. November 1953 in Alhambra geboren. Ab Ende der 1970er Jahre begann er, in Film- und Fernsehserienproduktionen als Stuntman aufzutreten. Er war das Körperdouble beziehungsweise das Stuntdouble von Lou Ferrigno  in der Fernsehserie Trauma Center. Insgesamt wirkte er in fast 200 Filmproduktionen als Stuntman mit. Seit 1982, wo Ciarfalio eine kleinere Rolle im Film Straße der Ölsardinen übernahm, spielt er regelmäßig als Schauspieler in Film- und Serienproduktionen mit. 1994 stellte er im Superheldenfilm The Fantastic Four mit der Rolle des Dings eine der Hauptrollen dar. 2011 spielte er die Rolle des Billy im Tierhorrorfernsehfilm Mega Python vs. Gatoroid. Im selben Jahr stellte er die Rolle des Agent Flowers im Low-Budget-Film Die drei Musketiere – Alle für einen und Waffen für alle!. Er spielte unter anderen in kleineren Rollen in den 2014 erschienenen Filmen The Extendables und Mercenaries mit, die eine Parodie beziehungsweise einen Mockbuster zu The Expendables 3 von und mit Sylvester Stallone sind. Als Schauspieler war er zuletzt 2019 im Film American Bistro zu sehen.

## Filmografie (Auswahl)

### Schauspiel
- 1982: Straße der Ölsardinen (Cannery Row)
- 1986: Black Moon
- 1987: Tödliche Umarmung (Blood Vows: The Story of a Mafia Wife, Fernsehfilm)
- 1987: Der Berserker(Number One with a Bullet)
- 1987: Das Weiße im Auge (Death Wish 4: The Crackdown)
- 1988: Die Rückkehr des unheimlichen Hulk (The Incredible Hulk Returns, Fernsehfilm)
- 1989: James Bond 007 – Lizenz zum Töten (Licence to Kill)
- 1989: Nick Knight (Fernsehfilm)
- 1989: Cage Fighter
- 1989: Highway Chaoten (Think Big)
- 1990: Schreie aus dem Innern (Voices Within: The Lives of Truddi Chase, Fernsehfilm)
- 1990: Tödlicher Charme (Fatal Charm)
- 1991: Eve 8 – Außer Kontrolle (Eve of Destruction)
- 1991: Eine Perfekte Waffe (The Perfect Weapon)
- 1991: Final Instinct
- 1991: Deadly Revenge – Das Brooklyn-Massaker (Out for Justice)
- 1991: Beastmaster II – Der Zeitspringer (Beastmaster 2: Through the Portal of Time)
- 1992: Freejack – Geisel der Zukunft (Freejack)
- 1992: In einem fernen Land (Far and Away)
- 1992: Death Survival – Menschenjagd (Death Ring)
- 1992: Rapid Fire – Unbewaffnet und extrem gefährlich (Fire)
- 1993: Harry & Kit – Trouble Bound (Trouble Bound)
- 1993: Killer Force
- 1993: Head Hunter
- 1993: Excessive Force – Das Gesetz in seinen Händen (Excessive Force)
- 1993: In the Line of Fire – Die zweite Chance (In the Line of Fire)
- 1993: No Exit
- 1994: Forced to Kill
- 1994: The Fantastic Four
- 1994: Natural Born Killers
- 1994: The Specialist
- 1994: Blackout
- 1994: Lion Strike – Die Faust des Löwen (Lion Strike)
- 1995: Night of the Running Man
- 1995: Scanner Cop 2 – The Showdown (Scanner Cop II)
- 1995: Candyman 2 – Die Blutrache (Candyman: Farewell to the Flesh)
- 1995: Detektiv Rockford – Ende gut, alles gut (The Rockford Files: A Blessing in Disguise, Fernsehfilm)
- 1995: Casino
- 1995: Drifting School
- 1996: Agent 00 – Mit der Lizenz zum Totlachen (Spy Hard)
- 1996: Der große Stromausfall – Eine Stadt im Ausnahmezustand (The Trigger Effect)
- 1996: The Undercover Kid
- 1997: Con Air
- 1997: Executive Power – Tod im Weißen Haus (Executive Power)
- 1998: Babylon 5: Das Tor zur 3. Dimension (Thirdspace, Fernsehfilm)
- 1998: The Assault
- 1999: Bittersweet – Engel der Vergeltung (Bittersweet)
- 1999: The Limey
- 1999: Fight Club
- 2000: Traffic – Macht des Kartells (Traffic)
- 2003: National Security
- 2003: Auf den Spuren von Batman (Return to the Batcave: The Misadventures of Adam and Burt, Fernsehfilm)
- 2003: Wonderland
- 2004: Keine halben Sachen 2 – Jetzt erst recht! (The Whole Ten Yards)
- 2004: Species III
- 2005: Guess Who – Meine Tochter kriegst du nicht! (Guess Who)
- 2006: Stump the Band
- 2008: This Life
- 2009: From Mexico with Love
- 2009: The Grind
- 2009: Wrong Turn at Tahoe
- 2011: Mega Python vs. Gatoroid (Fernsehfilm)
- 2011: Die drei Musketiere – Alle für einen und Waffen für alle! (3 Musketeers)
- 2012: Montana Amazon
- 2013: Auge um Auge (Out of the Furnace)
- 2014: The Extendables
- 2014: Mercenaries
- 2015: Pontiac Angel (Kurzfilm)
- 2015: Ominous (Fernsehfilm)
- 2015: US Postal Service Commercial (Kurzfilm)
- 2016: The GPS Zone (Fernsehfilm)
- 2016: Surge of Power: Revenge of the Sequel
- 2019: American Bistro

### Stunts
- 1979: Do It in the Dirt
- 1981: Der Zauberbogen (The Archer: Fugitive from the Empire, Fernsehfilm)
- 1983: Das Osterman Weekend (The Osterman Weekend)
- 1983: Die Chaotenclique (D.C. Cab)
- 1983–1984: Trauma Center (Fernsehserie, 14 Episoden)
- 1984: Gegen jede Chance (Against All Odds)
- 1985: Donnelli-Gang (The Zoo Gang)
- 1985: Chiller – Kalt wie Eis (Chiller, Fernsehfilm)
- 1985: Das Omega Projekt (J.O.E. and the Colonel, Fernsehfilm)
- 1986: Police Academy 3 – … und keiner kann sie bremsen (Police Academy 3: Back in Training)
- 1987: Wahre Männer (Real Men)
- 1987: Master of Heroes
- 1988: Beetlejuice
- 1988: Halloween IV – Michael Myers kehrt zurück (Halloween 4: The Return of Michael Myers)
- 1989: Kinjite – Tödliches Tabu (Kinjite: Forbidden Subjects)
- 1989: Criminal Act
- 1990: Jagd auf Roter Oktober (The Hunt for Red October)
- 1990: Mit stählerner Faust (Death Warrant)
- 1991: Clowns – Ihr Lachen bringt den Tod (Shakes the Clown)
- 1991: Sweet Justice
- 1992: Wayne’s World
- 1992: Sneakers – Die Lautlosen (Sneakers)
- 1993: RoboCop 3
- 1993: Sister Act 2 – In göttlicher Mission (Sister Act 2: Back in the Habit)
- 1994: Immer Ärger um Dojo (Monkey Trouble)
- 1995: Free Willy 2 – Freiheit in Gefahr (Free Willy 2: The Adventure Home)
- 1995: Drifting School
- 2001: A.I. – Künstliche Intelligenz (A.I. Artificial Intelligence)
- 2003: Bruce Allmächtig (Bruce Almighty)
- 2004: After the Sunset
- 2006: Mission: Impossible III
- 2008: Crazy Girls Undercover
- 2011: Bulletproof Gangster (Kill the Irishman)
- 2014: Sharknado 2 (Sharknado 2: The Second One, Fernsehfilm)
- 2014: 96 Hours – Taken 3 (TAK3N)
- 2015: Sharknado: Heart of Sharkness
- 2017: Rock, Paper, Scissors
- 2019: I Hate Kids
- 2021: Flinch
- 2021: The Little Things
- 2021: The Accursed